# Vincitori del premio Nobel per Stato
I vincitori del premio Nobel suddivisi per nazione. I premi Nobel e il premio in Scienze economiche sono stati assegnati 567 volte a 889 destinatari, di cui 25 (tutti premi per la pace) assegnati a organizzazioni. A causa di alcuni destinatari che ricevono più premi, fino al 2019, 860 persone e 22 organizzazioni sono state insignite del prestigioso premio.
L'elenco mostra le nazionalità dei premiati, come riportato sul sito ufficiale del premio Nobel. Alcuni vincitori sono elencati in più paesi: per esempio, se la nazione di nascita e/o la nazionalità differiscono dal paese di residenza. In questi casi, un asterisco (*) è posto dopo il nome quando compare sotto il paese di nascita, mentre quest'ultimo è scritto in corsivo seguendone il nome in tutte le altre liste.
Le organizzazioni fondate in un solo paese sono segnate con due asterischi (**).

## Mappa

Mappa con i paesi colorati secondo il numero di premi Nobel assegnati

Nota: La lista riportata di seguito non è completa.

## Argentina
- Adolfo Pérez Esquivel, Pace, 1980
- Bernardo Houssay, Fisiologia o Medicina, 1947
- Carlos Saavedra Lamas, Pace, 1936
- Luis Federico Leloir, Chimica, 1970
- César Milstein, Fisiologia o Medicina, 1984

## Australia
- Elizabeth H. Blackburn*, Fisiologia o Medicina, 2009
- William Lawrence Bragg*, Fisica, 1915
- Sir Frank Macfarlane Burnet, Fisiologia o Medicina, 1960
- John Warcup Cornforth, Chimica, 1975
- Peter Charles Doherty, Fisiologia o Medicina, 1996
- John Carew Eccles, Fisiologia o Medicina, 1963
- Sir Howard Florey, Fisiologia o Medicina, 1945
- Barry Marshall, Fisiologia o Medicina, 2005
- Brian Schmidt, Stati Uniti d'America, Fisica, 2011
- J. Robin Warren, Fisiologia o Medicina, 2005
- Patrick White, Regno Unito, Letteratura, 1973

## Austria
- Alfred Hermann Fried, (allora Austria-Ungheria), Pace, 1911
- Karl von Frisch*, Fisiologia o Medicina, 1973
- Peter Handke, Letteratura, 2019
- Elfriede Jelinek, Letteratura, 2004
- Konrad Lorenz, Fisiologia o Medicina, 1973
- Eric R. Kandel*, Fisiologia o Medicina, 2000
- Martin Karplus*, Chimica, 2013
- Walter Kohn*, Chimica, 1998
- Wolfgang Pauli, Fisica, 1945
- Erwin Schrödinger, Fisica, 1933
- Bertha von Suttner, (allora Impero Austriaco, ora Repubblica Ceca), Pace, 1905
- Anton Zeilinger, Fisica, 2022
- Richard Adolf Zsigmondy*, Chimica, 1925

## Bangladesh
- Muhammad Yunus, diviso con la Grameen Bank, Pace, 2006

## Belgio
- Institut de droit international, Pace, 1904
- Auguste Beernaert, Pace, 1909
- Albert Claude, Fisiologia o Medicina, 1974
- Christian de Duve, Regno Unito, Fisiologia o Medicina, 1974
- François Englert, Fisica, 2013
- Corneille Heymans, Fisiologia o Medicina, 1938
- Henri La Fontaine, Pace, 1913
- Maurice Maeterlinck, Letteratura, 1911
- Georges Pire, Pace, 1958
- Il'ja Romanovič Prigožin, Russia, Chimica, 1977
- Médecins sans frontières**, Pace, 1999

## Bielorussia
- Žores Ivanovič Alfërov*, Fisica, 2000
- Svjatlana Aleksievič, Letteratura, 2015
- Ales' Bjaljacki, Pace, 2022

## Brasile
- Peter Medawar*, Fisiologia o Medicina, 1960

## Bulgaria
- Elias Canetti*, Letteratura, 1981

## Canada
- Sidney Altman, Chimica, 1989
- Frederick G. Banting, Fisiologia o Medicina, 1923
- Saul Bellow*, Letteratura, 1976
- Willard S. Boyle, Fisica, 2009
- Bertram N. Brockhouse, Fisica, 1994
- David Card, Economia, 2021
- William Giauque*, Chimica, 1949
- Gerhard Herzberg, Germania, Chimica, 1971
- David H. Hubel*, Fisiologia o Medicina, 1981
- Charles B. Huggins*, Fisiologia o Medicina, 1966
- John James Rickard Macleod, Scozia, Fisiologia o Medicina, 1923
- Rudolph Marcus*, Chimica, 1992
- Robert Mundell, Economia, 1999
- Alice Munro, Letteratura, 2013
- Lester Pearson, Pace, 1957
- Jim Peebles, Fisica, 2019
- John C. Polanyi, Germania, Chimica, 1986
- Pugwash Conferences on Science and World Affairs, Pace, 1995
- Myron Scholes*, Economia, 1997
- Michael Smith, Regno Unito, Chimica, 1993
- Ralph Steinman, Fisiologia o Medicina, 2011
- Donna Strickland, Fisica, 2018
- Jack W. Szostak, Fisiologia o Medicina, 2009
- Richard Edward Taylor, Fisica, 1990
- William Vickrey*, Economia, 1996

## Cile
- Gabriela Mistral, Letteratura, 1945
- Pablo Neruda, Letteratura, 1971

## Cina
- Charles K. Kao, Fisica, 2009
- Tsung-Dao Lee, Fisica, 1957
- Liu Xiaobo, Pace, 2010
- Mo Yan, Letteratura, 2012
- Chen Ning Yang, Fisica, 1957

### Tibet
- Tenzin Gyatso (14º Dalai Lama), Pace, 1989

## Cipro
- Christopher Pissarides*, Economia, 2010

## Colombia
- Gabriel García Márquez, Letteratura, 1982
- Juan Manuel Santos, Pace, 2016

## Corea del Sud
- Kim Dae-jung, Pace, 2000
- Han Kang, Letteratura, 2024

## Costa Rica
- Oscar Arias Sánchez, Pace, 1987

## Danimarca
- Fredrik Bajer, Pace, 1908
- Aage Bohr, Fisica, 1975
- Niels Henrik David Bohr, Fisica, 1922
- Henrik Dam, Fisiologia o Medicina, 1943
- Johannes Fibiger, Fisiologia o Medicina, 1926
- Niels Finsen, Fisiologia o Medicina, 1903
- Karl Adolph Gjellerup, Letteratura, 1917
- Johannes Vilhelm Jensen, Letteratura, 1944
- Niels Kaj Jerne, Regno Unito, Fisiologia o Medicina, 1984
- August Krogh, Fisiologia o Medicina, 1920
- Morten Meldal, Chimica, 2022
- Theodor Mommsen*, (allora Danimarca, ora Germania), Letteratura, 1902
- Ben Mottelson, Fisica, 1975
- Henrik Pontoppidan, Letteratura, 1917
- Jens Christian Skou, Chimica, 1997

## Egitto
- Mohamed ElBaradei, Pace, 2005
- Naguib Mahfouz, Letteratura, 1988
- Anwar Sadat, Pace, 1978
- Ahmed H. Zewail, Chimica, 1999

## Etiopia
- Abiy Ahmed Ali, Pace, 2019

## Filippine
- Maria Ressa, Pace, 2021

## Finlandia
- Martti Oiva Kalevi Ahtisaari, Pace, 2008
- Ragnar Granit*, Fisiologia o Medicina, 1967
- Bengt Holmström, Economia, 2016
- Frans Eemil Sillanpää, Letteratura, 1939
- Artturi Ilmari Virtanen, Chimica, 1945

## Francia
- Maurice Allais, Economia, 1988
- Alain Aspect, Fisica, 2022
- Françoise Barré-Sinoussi, Fisiologia o Medicina, 2008
- Antoine Henri Becquerel, Fisica, 1903
- Henri Bergson, Letteratura, 1927
- Léon Bourgeois, Pace, 1920
- Louis de Broglie, Fisica, 1929
- Aristide Briand, Pace, 1926
- Ferdinand Buisson, Pace, 1927
- Ivan Bunin, Russia, Letteratura, 1933
- Albert Camus, Letteratura, 1957
- Alexis Carrel, Fisiologia o Medicina, 1912
- René Cassin, Pace, 1968
- Georges Charpak, Polonia, Fisica, 1992
- Emmanuelle Charpentier, Chimica, 2020
- Yves Chauvin, Chimica, 2005
- Claude Cohen-Tannoudji, allora Algeria Francese, Fisica, 1997
- André Frédéric Cournand, Stati Uniti, Fisiologia o Medicina, 1956
- Pierre Curie, Fisica, 1903
- Marie Curie, Polonia, Fisica, 1903 e Chimica, 1911
- Jean Dausset, Fisiologia o Medicina, 1980
- Paul-Henri-Benjamin d'Estournelles de Constant, Pace, 1909
- Esther Duflo, Economia, 2019
- Annie Ernaux, Letteratura, 2022
- Albert Fert, Fisica, 2007
- Anatole France, Letteratura, 1921
- Pierre-Gilles de Gennes, Fisica, 1991
- André Gide, Letteratura, 1947
- Victor Grignard, Chimica, 1912
- Roger Guillemin*, Fisiologia o Medicina, 1977
- Serge Haroche, Fisica, 2012
- François Jacob, Fisiologia o Medicina, 1965
- Frédéric Joliot, Chimica, 1935
- Irène Joliot-Curie, Chimica, 1935
- Léon Jouhaux, Pace, 1951
- Alfred Kastler, Fisica, 1966
- Charles Louis Alphonse Laveran, Fisiologia o Medicina, 1907
- Jean-Marie Lehn, Chimica, 1987
- Jean-Marie Gustave Le Clézio, Letteratura, 2008
- Gabriel Lippmann, Lussemburgo, Fisica, 1908
- Roger Martin du Gard, Letteratura, 1937
- André Lwoff, Fisiologia o Medicina, 1965
- Seán MacBride*, Pace, 1974
- François Mauriac, Letteratura, 1952
- Frédéric Mistral, Letteratura, 1904
- Jean Patrick Modiano, Letteratura, 2014
- Henri Moissan, Chimica, 1906
- Jacques Monod, Fisiologia o Medicina, 1965
- Luc Montagnier, Fisiologia o Medicina, 2008
- Gérard Mourou, Fisica, 2018
- Louis Néel, Fisica, 1970
- Charles Nicolle, Fisiologia o Medicina, 1928
- Frédéric Passy, Pace, 1901
- Jean Perrin, Fisica, 1926
- Saint-John Perse, Guadalupe, Letteratura, 1960
- Sully Prudhomme, Letteratura, 1901
- Louis Renault, Pace, 1907
- Charles Richet, Fisiologia o Medicina, 1913
- Romain Rolland, Letteratura, 1915
- Paul Sabatier, Chimica, 1912
- Jean-Paul Sartre, Letteratura, 1964 (rifiutato)
- Claude Simon, Madagascar, Letteratura, 1985
- Jean Tirole, Economia, 2014
- Gao Xingjian, Cina, Letteratura, 2000

## Germania
- John Bannister Goodenough, Chimica, 2019
- Kurt Alder, Chimica, 1950
- Robert Aumann*, Economia, 2005
- Adolf von Baeyer, Chimica, 1905
- J. Georg Bednorz, Fisica, 1987
- Emil Adolf von Behring, Fisiologia o Medicina, 1901
- Friedrich Bergius, Chimica, 1931
- Gerd Binnig, Fisica, 1986
- Günter Blobel*, Fisiologia o Medicina, 1999
- Konrad Bloch*, Fisiologia o Medicina, 1964
- Heinrich Böll, Letteratura, 1972
- Max Born*, Fisica, 1954
- Carl Bosch, Chimica, 1931
- Walther Bothe, Fisica, 1954
- Willy Brandt, Pace, 1971
- Carl Ferdinand Braun, Fisica, 1909
- Eduard Buchner, Chimica, 1907
- Adolf Butenandt, Chimica, 1939
- Ernst Boris Chain*, Fisiologia o Medicina, 1945
- Hans G. Dehmelt*, Fisica, 1989
- Johann Deisenhofer, Chimica, 1988
- Max Delbrück*, Fisiologia o Medicina, 1969
- Otto Paul Hermann Diels, Chimica, 1950
- Gerhard Domagk, Fisiologia o Medicina, 1939
- Paul Ehrlich, Fisiologia o Medicina, 1908
- Manfred Eigen, Chimica, 1967
- Albert Einstein*, Fisica, 1921
- Gerhard Ertl, Chimica, 2007
- Rudolf Christoph Eucken, (allora Hannover), Letteratura, 1908
- Hans von Euler-Chelpin*, Chimica, 1929
- Ernst Otto Fischer, Chimica, 1973
- Hans Fischer, Chimica, 1930
- Hermann Emil Fischer, Chimica, 1902
- Werner Forssmann, Fisiologia o Medicina, 1956
- James Franck, Fisica, 1925
- Karl von Frisch, (allora Austria-Ungheria, ora Austria), Fisiologia o Medicina, 1973
- Reinhard Genzel, Fisica, 2020
- Maria Goeppert-Mayer (*), Fisica, 1963
- Günter Grass, (allora Città Libera di Danzica, ora Polonia), Letteratura, 1999
- Peter Grünberg, Fisica, 2007
- Fritz Haber, Chimica, 1918
- Otto Hahn, Chimica, 1944
- Theodor W. Hänsch, Fisica, 2005
- Klaus Hasselmann, Fisica, 2021
- Gerhart Hauptmann, (allora Prussia, ora Polonia), Letteratura, 1912
- Harald zur Hausen, Fisiologia o Medicina, 2008
- Stefan Hell, Chimica, 2014
- Werner Karl Heisenberg, Fisica, 1932
- Gustav Ludwig Hertz, Fisica, 1925
- Gerhard Herzberg*, Chimica, 1971
- Hermann Hesse*, Letteratura, 1946
- Paul Johann Ludwig Heyse, (allora Prussia), Letteratura, 1910
- Jules Hoffmann, Lussemburgo, Fisiologia o Medicina, 2011
- Robert Huber, Chimica, 1988
- J. Hans D. Jensen, Fisica, 1963
- Bernard Katz*, Fisiologia o Medicina, 1970
- Wolfgang Ketterle, Fisica, 2001
- Henry Kissinger*, Pace, 1973
- Klaus von Klitzing, Fisica, 1985
- Robert Koch, Fisiologia o Medicina, 1905
- Georges J.F. Köhler*, Fisiologia o Medicina, 1984
- Albrecht Kossel, Fisiologia o Medicina, 1910
- Hans Adolf Krebs*, Fisiologia o Medicina, 1953
- Herbert Kroemer*, Fisica, 2000
- Richard Kuhn, nato in Austria, Chimica, 1938
- Max von Laue, Fisica, 1914
- Philipp von Lenard, (allora Impero Austriaco, ora Slovacchia), Fisica, 1905
- Benjamin List, Chimica, 2021
- Feodor Felix Konrad Lynen, Fisiologia o Medicina, 1964
- Thomas Mann, Letteratura, 1929
- Otto Fritz Meyerhof, Fisiologia o Medicina, 1922
- Hartmut Michel, Chimica, 1988
- Theodor Mommsen, (allora Danimarca), Letteratura, 1902
- Rudolf Mössbauer, Fisica, 1961
- Herta Müller, Romania, Letteratura, 2009
- Erwin Neher, Fisiologia o Medicina, 1991
- Walther Nernst, Chimica, 1920
- Christiane Nüsslein-Volhard, Fisiologia o Medicina, 1995
- Carl von Ossietzky, Pace, 1935
- Wilhelm Ostwald, ora Lettonia, Chimica, 1909
- Wolfgang Paul, Fisica, 1989
- Max Karl Ernst Ludwig Planck, (allora Danimarca), Fisica, 1918
- John Charles Polanyi*, Chimica, 1986
- Ludwig Quidde, (allora Brema), Pace, 1927
- Wilhelm Conrad Röntgen, (allora Prussia), Fisica, 1901
- Ernst Ruska, Fisica, 1986
- Nelly Sachs*, Letteratura, 1966
- Bert Sakmann, Fisiologia o Medicina, 1991
- Albert Schweitzer*, (ora Francia), Pace, 1952
- Reinhard Selten, Economia, 1994
- Hans Spemann, Fisiologia o Medicina, 1935
- Johannes Stark, Fisica, 1919
- Hermann Staudinger, Chimica, 1953
- Jack Steinberger*, Fisica, 1988
- Horst L. Störmer*, Fisica, 1998
- Gustav Stresemann, Pace, 1926
- Thomas Südhof*, Fisiologia o Medicina, 2013
- Otto Wallach, Chimica, 1910
- Otto Heinrich Warburg, Fisiologia o Medicina, 1931
- Heinrich Otto Wieland, Chimica, 1927
- Wilhelm Wien, (allora Prussia), Fisica, 1911
- Richard Willstätter, Chimica, 1915
- Adolf Otto Reinhold Windaus, Chimica, 1928
- Georg Wittig, Chimica, 1979
- Karl Ziegler, Chimica, 1963
- Richard Adolf Zsigmondy, (allora Impero Austriaco, ora Austria), Chimica, 1925

## Ghana
- Kofi Annan, Pace, 2001

## Giappone
- Isamu Akasaki, Fisica, 2014
- Leo Esaki, Fisica, 1974
- Kenichi Fukui, Chimica, 1981
- Hiroshi Amano, Fisica, 2014
- Tasuku Honjo, Fisiologia o Medicina, 2018
- Yasunari Kawabata, Letteratura, 1968
- Makoto Kobayashi, Fisica, 2008
- Masatoshi Koshiba, Fisica, 2002
- Syukuro Manabe, Stati Uniti, Fisica, 2021
- Toshihide Maskawa, Fisica, 2008
- Shūji Nakamura*, Fisica, 2014
- Yōichirō Nambu*, Fisica, 2008
- Ei-ichi Neggu, (allora Impero Giapponese, ora Cina), Chimica, 2010
- Ryōji Noyori, Chimica, 2001
- Kenzaburō Ōe, Letteratura, 1994
- Eisaku Satō, Pace, 1974
- Akira Yoshino, Chimica, 2019
- Osamu Shimomura, Chimica, 2008
- Hideki Shirakawa, Chimica, 2000
- Akira Suzuki, Chimica, 2010
- Kōichi Tanaka, Chimica, 2002
- Shinichirou Tomonaga, Fisica, 1965
- Susumu Tonegawa*, Fisiologia o Medicina, 1987
- Shinya Yamanaka, Fisiologia o Medicina, 2012
- Akira Yoshino, Chimica, 2019
- Hideki Yukawa, Fisica, 1949
- Kazuo Ishiguro, Letteratura, 2017

## Grecia
- Odysseas Elytis, Letteratura, 1979
- Giorgos Seferis, (allora Asia Minore Ottomana, ora Turchia), Letteratura, 1963

## Guatemala
- Miguel Ángel Asturias, Letteratura, 1967
- Rigoberta Menchú, Pace, 1992

## India
- Amartya Sen*, Economia, 1998
- Subrahmanyan Chandrasekhar*, Fisica, 1983
- Har Gobind Khorana*, Fisiologia e Medicina, 1968
- Venkatraman Ramakrishnan*, Chimica, 2009
- Chandrasekhara Venkata Raman*, (allora India Britannica, ora India), Fisica, 1930
- Kailash Satyarthi, Pace, 2014
- Amartya Sen*, Economia, 1998
- Rabindranath Tagore, (allora India Britannica (Bengala), ora India e Bangladesh), Letteratura, 1913
- Agnes Gonxha Bojaxhi meglio conosciuta come Madre Teresa di Calcutta*, Pace, 1979

## Iran
- Shirin Ebadi, Pace, 2003

## Iraq
- Nadia Murad, Pace, 2018

## Irlanda
- Samuel Beckett, Letteratura, 1969
- Seamus Heaney, Regno Unito, Letteratura, 1995
- Seán MacBride, Francia, Pace, 1974
- George Bernard Shaw*, Letteratura, 1925
- William Butler Yeats, Letteratura, 1923
- Ernest Thomas Sinton Walton, Fisica, 1951

## Islanda
- Halldór Laxness, Letteratura, 1955

## Isole Faroe
- Niels Ryberg Finsen, Fisiologia o Medicina, 1903

## Israele
- Shmuel Yosef Agnon, Austria, Letteratura, 1966
- Robert J. Aumann, Germania, Economia, 2005
- Menachem Begin, allora Russia Polacca, Pace, 1978
- Aaron Ciechanover, Chimica, 2004
- Avram Hershko, Ungheria, Chimica, 2004
- Daniel Kahneman*, (allora Mandato Britannico della Palestina), Economia, 2002
- Shimon Peres, Polonia, Pace, 1994
- Yitzhak Rabin*, (allora Mandato Britannico della Palestina), Pace, 1994
- Dan Shechtman*, Chimica, 2011
- Arieh Warshel*, Chimica, 2013
- Ada E. Yonath, Chimica, 2009

## Italia
- Giosuè Carducci, Letteratura, 1906
- Camillo Golgi, Medicina, 1906
- Ernesto Teodoro Moneta, Pace, 1907
- Guglielmo Marconi, Fisica, 1909
- Grazia Deledda, Letteratura, 1926
- Luigi Pirandello, Letteratura, 1934
- Enrico Fermi, Fisica, 1938
- Daniel Bovet, Fisiologia o Medicina, 1957
- Salvatore Quasimodo, Letteratura, 1959
- Emilio Segrè, Fisica, 1959
- Giulio Natta, Chimica, 1963
- Salvatore Luria*, Fisiologia o Medicina, 1969
- Eugenio Montale, Letteratura, 1975
- Renato Dulbecco*, Fisiologia o Medicina, 1975
- Carlo Rubbia, Fisica, 1984
- Franco Modigliani*, Economia, 1985
- Rita Levi-Montalcini*, Fisiologia o Medicina, 1986
- Dario Fo, Letteratura, 1997
- Riccardo Giacconi*, Fisica, 2002
- Mario Capecchi*, Fisiologia o Medicina, 2007
- Giorgio Parisi, Fisica, 2021

## Jugoslavia
- Lavoslav Ružička, Chimica, 1939
- Ivo Andrić, Letteratura, 1961

## Kenya
- Wangari Maathai, Pace, 2004

## Libano
- Ardem Patapoutian, Fisiologia o Medicina, 2021

## Liberia
- Leymah Gbowee, Pace, 2011
- Ellen Johnson Sirleaf, Pace, 2011

## Lussemburgo
- Jules Hoffmann*, Fisiologia o Medicina, 2011
- Gabriel Lippmann*, Fisica, 1908

## Messico
- Mario J. Molina*, Chimica, 1995
- Octavio Paz, Letteratura, 1990
- Alfonso García Robles, Pace, 1982

## Myanmar
- Aung San Suu Kyi, (allora Birmania), Pace, 1991

## Nigeria
- Wole Soyinka, Letteratura, 1986

## Norvegia
- Bjørnstjerne Bjørnson, Letteratura, 1903
- Ragnar Frisch, Economia, 1969
- Knut Hamsun, Letteratura, 1920
- Odd Hassel, Chimica, 1969
- Trygve Haavelmo, Economia, 1989
- Finn Kydland, Economia, 2004
- Christian Lous Lange, Pace, 1921
- Edvard Moser, Fisiologia o Medicina, 2014
- May-Britt Moser, Fisiologia o Medicina, 2014
- Fridtjof Nansen, Pace, 1922
- Sigrid Undset, Letteratura, 1928

## Nuova Zelanda
- Alan G. MacDiarmid*, Chimica, 2000
- Ernest Rutherford (Barone Rutherford di Nelson)*, Chimica, 1908
- Maurice Wilkins*, Fisiologia o Medicina, 1962

## Paesi Bassi
- Tobias Asser, Pace, 1911
- Nicolaas Bloembergen*, Fisica, 1981
- Paul Crutzen, Chimica, 1995
- Peter Debye, Chimica, 1936
- Christiaan Eijkman, Fisiologia o Medicina, 1929
- Willem Einthoven, Fisiologia o Medicina, 1924
- Andrej Gejm, Russia, Fisica, 2010
- Jacobus Henricus van 't Hoff, Chimica, 1901
- Gerardus 't Hooft, Fisica, 1999
- Tjalling Koopmans, Economia, 1975
- Hendrik Antoon Lorentz, Fisica, 1902
- Simon van der Meer, Fisica, 1984
- Heike Kamerlingh Onnes, Fisica, 1913
- Jan Tinbergen, Economia, 1969
- Nikolaas Tinbergen*, Fisiologia o Medicina, 1973
- Martinus Veltman, Fisica, 1999
- Johannes Diderik van der Waals, Fisica, 1910
- Pieter Zeeman, Fisica, 1902
- Frits Zernike, Fisica, 1953

## Palestina
- Yasser Arafat, Pace, 1994

## Pakistan
- Abdus Salam, Fisica, 1979
- Malala Yousafzai, Pace, 2014

## Perù
- Mario Vargas Llosa*, Letteratura, 2010

## Polonia
- Georges Charpak*, Fisica, 1992
- Marie Skłodowska-Curie, Fisica, 1903 e Chimica, 1911
- Roald Hoffmann*, Chimica, 1981
- Czesław Miłosz, Letteratura, 1980
- Shimon Peres*, Pace, 1994
- Tadeusz Reichstein*, Fisiologia o Medicina, 1950
- Władysław Reymont, Letteratura, 1924
- Józef Rotblat*, Pace, 1995
- Andrzej W. Schally*, Fisiologia o Medicina, 1977
- Henryk Sienkiewicz, Letteratura, 1905
- Isaac Bashevis Singer*, Letteratura, 1978
- Wisława Szymborska, Letteratura, 1996
- Olga Tokarczuk, Letteratura, 2018 (assegnato nel 2019)
- Lech Wałęsa, Pace, 1983

## Portogallo
- Egas Moniz, Fisiologia o Medicina, 1949
- José Saramago, Letteratura, 1998

## Porto Rico
- Juan Ramón Jiménez, Spagna, Letteratura, 1956

## Regno Unito
- Edgar Douglas Adrian, Fisiologia o Medicina, 1932
- Norman Angell, Pace, 1933
- Edward Victor Appleton, Fisica, 1947
- Francis William Aston, Chimica, 1922
- Charles Glover Barkla, Fisica, 1917
- Derek Harold Richard Barton, Chimica, 1969
- James W. Black, Fisiologia o Medicina, 1988
- Patrick Blackett, Fisica, 1948
- Max Born, Germania, Fisica, 1954
- William Henry Bragg, Fisica, 1915
- William Lawrence Bragg, Australia, Fisica, 1915
- Sydney Brenner, Sudafrica, Fisiologia o Medicina, 2002
- John Boyd Orr, Pace, 1949
- Elias Canetti, Bulgaria, Letteratura, 1981
- Robert Cecil, I visconte Cecil di Chelwood, Pace, 1937
- James Chadwick, Fisica, 1935
- Ernst Boris Chain, Germania, Fisiologia o Medicina, 1945
- Austen Chamberlain, Pace, 1925
- Winston Churchill, Letteratura, 1953
- Ronald Coase, Economia, 1991
- John Cockcroft, Fisica, 1951
- John Cornforth, Australia, Chimica, 1975
- Mairead Corrigan, Pace, 1976
- William Randal Cremer, Pace, 1903
- Francis Crick, Fisiologia o Medicina, 1962
- Henry Hallett Dale, Fisiologia o Medicina, 1936
- Paul Dirac, Fisica, 1933
- Christian de Duve*, Fisiologia o Medicina, 1974
- T. S. Eliot, Stati Uniti, Letteratura, 1948
- Robert Geoffrey Edwards, Fisiologia o Medicina, 2010
- Martin Evans, Fisiologia o Medicina, 2007
- Alexander Fleming, Fisiologia o Medicina, 1945
- Dennis Gabor, Ungheria, Fisica, 1971
- John Galsworthy, Letteratura, 1932
- William Golding, Letteratura, 1983
- Clive W. J. Granger*, Economia, 2003
- John Bertrand Gurdon, Fisiologia o Medicina, 2012
- Arthur Harden, Chimica, 1929
- Walter Norman Haworth, Chimica, 1937
- Friedrich von Hayek, Austria, Economia, 1974
- Seamus Heaney*, Letteratura, 1995
- Arthur Henderson, Pace, 1934
- Antony Hewish, Fisica, 1974
- John Hicks, Economia, 1972
- Peter Higgs, Fisica, 2013
- Archibald Hill, Fisiologia o Medicina, 1922
- Cyril Norman Hinshelwood, Chimica, 1956
- Alan Lloyd Hodgkin, Fisiologia o Medicina, 1963
- Dorothy Crowfoot Hodgkin, Chimica, 1964
- Frederick Hopkins, Fisiologia o Medicina, 1929
- Michael Houghton, Fisiologia o Medicina, 2020
- Godfrey Hounsfield, Fisiologia o Medicina, 1979
- John Hume, Pace, 1998
- R. Timothy Hunt, Fisiologia o Medicina, 2001
- Andrew Huxley, Fisiologia o Medicina, 1963
- Niels Kaj Jerne*, Fisiologia o Medicina, 1984
- Brian David Josephson, Fisica, 1973
- Bernard Katz, Germania, Fisiologia o Medicina, 1970
- John Kendrew, Chimica, 1962
- Rudyard Kipling, allora India Britannica, Letteratura, 1907
- Aaron Klug, Lituania, Chimica, 1982
- Hans Adolf Krebs, Germania, Fisiologia o Medicina, 1953
- Harold Kroto, Chimica, 1996
- Anthony James Leggett*, Fisica, 2003
- Doris Lessing, Letteratura, 2007
- Arthur Lewis, Saint Lucia, Economia, 1979
- John James Rickard Macleod*, Fisiologia o Medicina, 1923
- David MacMillan, Chimica, 2021
- Peter Mansfield, Fisiologia o Medicina, 2003
- Archer John Porter Martin, Chimica, 1952
- James Meade, Economia, 1977
- Peter Medawar, Brasile, Fisiologia o Medicina, 1960
- César Milstein, Argentina, Fisiologia o Medicina, 1984
- James A. Mirrlees, Economia, 1996
- Peter D. Mitchell, Chimica, 1978
- Nevill Francis Mott, Fisica, 1977
- Vidiadhar Surajprasad Naipaul, Trinidad e Tobago, Letteratura, 2001
- Philip Noel-Baker, Pace, 1959
- Ronald George Wreyford Norrish, Chimica, 1967
- Konstantin Novosëlov, Russia, Fisica, 2010
- Paul Nurse, Fisiologia o Medicina, 2001
- John O'Keefe, Stati Uniti d'America, Fisiologia o Medicina, 2014
- Roger Penrose, Fisica, 2020
- Max Perutz, Austria, Chimica, 1962
- Harold Pinter, Letteratura, 2005
- Christopher Pissarides, Cipro, Economia, 2010
- John Pople, Chimica, 1998
- George Porter, Chimica, 1967
- Rodney Robert Porter, Letteratura, 1972
- Cecil Frank Powell, Fisica, 1950
- Venkatraman Ramakrishnan, India, Chimica, 2009
- William Ramsay, Chimica, 1904
- Peter J. Ratcliffe, Fisiologia o Medicina, 2019
- Owen Willans Richardson, Fisica, 1928
- Richard J. Roberts, Fisiologia o Medicina, 1993
- Robert Robinson, Chimica, 1947
- Ronald Ross, Fisiologia o Medicina, 1902
- Joseph Rotblat, Polonia, Pace, 1995
- Bertrand Russell, Letteratura, 1950
- Ernest Rutherford (Primo Barone Rutherford di Nelson), Nuova Zelanda, Chimica, 1908
- Martin Ryle, Fisica, 1946
- Frederick Sanger, Chimica, 1958 and 1980
- George Bernard Shaw, Irlanda, Letteratura, 1925
- Charles Scott Sherrington, Fisiologia o Medicina, 1932
- Richard Laurence Millington Synge, Chimica, 1952
- Michael Smith*, Chimica, 1993
- Frederick Soddy, Chimica, 1921
- Richard Stone, Economia, 1984
- John Strutt (Terzo Barone Rayleigh), Fisica, 1904
- John E. Sulston, Fisiologia o Medicina, 2002
- George Paget Thomson, Fisica, 1937
- Joseph John Thomson, Fisica, 1906
- Nikolaas Tinbergen, Paesi Bassi, Fisiologia o Medicina, 1973
- David Trimble, Pace, 1998
- Alexander Robertus Todd, Chimica, 1957
- John Robert Vane, Fisiologia o Medicina, 1982
- John E. Walker, Chimica, 1997
- Patrick White*, Letteratura, 1973
- Maurice Wilkins, Nuova Zelanda, Fisiologia o Medicina, 1962
- Geoffrey Wilkinson, Chimica, 1973
- Betty Williams, Pace, 1976
- Charles Thomson Rees Wilson, Fisica, 1927
- Greg Winter, Chimica, 2018
- Amnesty International**, Pace, 1977
- British Friends Service Council**, Pace, 1947

## Repubblica Ceca
- Carl Cori*, (allora Austria-Ungheria), Fisiologia o Medicina, 1947
- Gerty Cori*, (allora Austria-Ungheria), Fisiologia o Medicina, 1947
- Jaroslav Heyrovský, Chimica, 1959
- Jaroslav Seifert, Letteratura, 1984

## Repubblica Democratica del Congo
- Denis Mukwege, Pace, 2018

## Romania
- Stefan Hell*, Chimica, 2014
- Herta Müller*, Letteratura, 2009
- George E. Palade*, Fisiologia o Medicina, 1974
- Elie Wiesel*, Pace, 1986

## Russia
- Aleksej Alekseevič Abrikosov, Fisica, 2003
- Žores Ivanovič Alfёrov, Fisica, 2000
- Andrej Gejm*, Fisica, 2010
- Michail Gorbačëv, Pace, 1990
- Vitalij Lazarevič Ginzburg, Fisica, 2003
- Leonid Hurwicz*, Economia, 2007
- Il'ja Il'ič Mečnikov, Fisiologia o Medicina, 1908
- Memorial, Pace, 2022
- Dmitrij Muratov, Pace, 2021
- Konstantin Novosëlov*, Fisica, 2010
- Ivan Pavlov, Fisiologia o Medicina, 1904

## Saint Lucia
- Arthur Lewis*, Economia, 1979
- Derek Walcott, Letteratura, 1992

## Slovenia
- Fritz Pregl, Chimica, 1923

## Spagna
- José Echegaray, Letteratura, 1904
- Santiago Ramón y Cajal, Fisiologia o Medicina, 1906
- Jacinto Benavente, Letteratura, 1922
- Juan Ramón Jiménez, Letteratura, 1956
- Severo Ochoa, Fisiologia o Medicina, 1959
- Vicente Aleixandre, Letteratura, 1977
- Camilo José Cela, Letteratura, 1989
- Mario Vargas Llosa, Perù, Letteratura, 2010

## Stati Uniti d'America
- Jane Addams, Pace, 1931
- James Patrick Allison, Fisiologia o Medicina, 2018
- Luis Álvarez, Fisica, 1968
- Harvey J. Alter, Fisiologia o Medicina, 2020
- Sidney Altman, Canada, Chimica, 1989
- American Friends Service Committee (I Quaccheri), Pace, 1947
- Carl Anderson, Fisica, 1936
- Philip Anderson, Fisica, 1977
- Arthur Ashkin, Fisica, 2018
- Richard Axel, Fisiologia o Medicina, 2004
- Julius Axelrod, Fisiologia o Medicina, 1970
- Emily G. Balch, Pace, 1946
- David Baltimore, Fisiologia o Medicina, 1975
- Abhijit Banerjee, India, Economia, 2019
- Barry C. Barish, Fisica, 2017
- George Beadle, Fisiologia o Medicina, 1958
- Ben Bernanke, Economia, 2022
- Georg von Békésy, Ungheria, Fisiologia o Medicina, 1961
- Gary Becker, Economia, 1992
- Carolyn R. Bertozzi, Chimica, 2022
- Esther Duflo, Francia, Economia, 2019
- Saul Bellow, Canada, Letteratura, 1976
- Baruj Benacerraf, Venezuela, Fisiologia o Medicina, 1980
- Eric Betzig, Chimica, 2014
- Bruce Beutler, Fisiologia o Medicina, 2011
- J. Michael Bishop, Fisiologia o Medicina, 1989
- Elizabeth H. Blackburn, Australia, Fisiologia o Medicina, 2009
- Günter Blobel, Germania, Fisiologia o Medicina, 1999
- Nicolaas Bloembergen, Paesi Bassi, Fisica, 1981
- Baruch S. Blumberg, Fisiologia o Medicina, 1976
- Norman Borlaug, Pace, 1970
- Sydney Brenner, Sudafrica, Fisiologia o Medicina, 2002
- Joseph Brodsky, Russia, Letteratura, 1987
- Michael S. Brown, Fisiologia o Medicina, 1985
- Linda B. Buck, Fisiologia o Medicina, 2004
- Pearl S. Buck, Letteratura, 1938
- Ralph J. Bunche, Pace, 1950
- Nicholas M. Butler, Pace, 1931
- Mario Capecchi, Italia, Fisiologia o Medicina, 2007
- Jimmy Carter, Pace, 2002
- Thomas R. Cech, Chimica, 1989
- Martin Chalfie, Chimica, 2008
- Subrahmanyan Chandrasekhar, India, Fisica, 1983
- Steven Chu, Fisica, 1997
- John Clauser, Fisica, 2022
- Stanley Cohen, Fisiologia o Medicina, 1986
- Carl Cori, Austria, Fisiologia o Medicina, 1947
- Gerty Cori, Austria, Fisiologia o Medicina, 1947
- Allan M. Cormack, Sudafrica, Fisiologia o Medicina, 1979
- Eric A. Cornell, Fisica, 2001
- Raymond Davis Jr., Fisica, 2002
- Charles G. Dawes, Pace, 1925
- Hans G. Dehmelt, Germania, Fisica, 1989
- Max Delbrück, Germania, Fisiologia o Medicina, 1969
- Douglas Diamond, Economia, 2022
- Peter Diamond, Economia, 2010
- Jennifer Doudna, Chimica, 2020
- Renato Dulbecco, Italia, Fisiologia o Medicina, 1975
- Philip H. Dybvig, Economia, 2022
- Gerald Edelman, Fisiologia o Medicina, 1972
- Gertrude Elion, Fisiologia o Medicina, 1988
- T. S. Eliot*, Letteratura, 1948
- Eugene Fama, Economia, 2013
- William Faulkner, Letteratura, 1949
- Robert William Fogel, Economia, 1993
- Richard P. Feynman, Fisica, 1965
- Andrew Zachary Fire, Fisiologia o Medicina, 2006
- Edmond H. Fischer, Svizzera, Fisiologia o Medicina, 1992
- William A. Fowler, Fisica, 1983
- Jerome Isaac Friedman, Fisica, 1990
- Milton Friedman, Economia, 1976
- Robert F. Furchgott, Fisiologia o Medicina, 1998
- Daniel Carleton Gajdusek, Fisiologia o Medicina, 1976
- Murray Gell-Mann, Fisica, 1969
- Andrea Ghez, Chimica, 2020
- Riccardo Giacconi, Italia, Fisica, 2002
- William Giauque, Canada, Chimica, 1949
- Alfred G. Gilman, Fisiologia o Medicina, 1994
- Roy J. Glauber, Fisica, 2005
- Louise Glück, Letteratura, 2020
- Joseph L. Goldstein, Fisiologia o Medicina, 1985
- John B. Goodenough, Chimica, 2019
- Al Gore, diviso con l'Ipcc, Pace, 2007
- Paul Greengard, Fisiologia o Medicina, 2000
- Carol W. Greider, Fisiologia o Medicina, 2009
- David Gross, Fisica, 2004
- Roger Guillemin, Francia, Fisiologia o Medicina, 1977
- Jeffrey C. Hall, Fisiologia o Medicina, 2017
- John L. Hall, Fisica, 2005
- Lars Peter Hansen, Economia, 2013
- John Charles Harsanyi, Ungheria, Economia, 1994
- Haldan Keffer Hartline, Fisiologia o Medicina, 1967
- Leland H. Hartwell, Fisiologia o Medicina, 2001
- Richard Heck, Chimica, 2010
- James Joseph Heckman, Economia, 2000
- Ernest Hemingway, Letteratura, 1954
- Philip S. Hench, Fisiologia o Medicina, 1950
- Alfred Hershey, Fisiologia o Medicina, 1969
- George H. Hitchings, Fisiologia o Medicina, 1988
- Roald Hoffmann, Polonia, Chimica, 1981
- Robert W. Holley, Fisiologia o Medicina, 1968
- H. Robert Horvitz, Fisiologia o Medicina, 2002
- David H. Hubel, Canada, Fisiologia o Medicina, 1981
- Charles B. Huggins, Canada, Fisiologia o Medicina, 1966
- Cordell Hull, Pace, 1945
- Russell Alan Hulse, Fisica, 1993
- Leonid Hurwicz, Russia, Economia, 2007
- Louis J. Ignarro, Fisiologia o Medicina, 1998
- David Julius, Fisiologia o Medicina, 2021
- Daniel Kahneman, Israele, Economia, 2002
- Eric R. Kandel, Austria, Fisiologia o Medicina 2000
- William Kaelin Jr., Fisiologia o Medicina, 2019
- Martin Karplus, Austria, Chimica, 2013
- Frank B. Kellogg, Pace, 1929
- Edward Calvin Kendall, Fisiologia o Medicina, 1950
- Henry Way Kendall, Fisica, 1990
- Har Gobind Khorana, India Fisiologia o Medicina, 1968
- Jack Kilby, Fisica, 2000
- Martin Luther King, Pace, 1964
- Henry Kissinger, Germania, Pace, 1973
- Brian Kobilka, Chimica, 2012
- Walter Kohn, Austria, Chimica, 1998
- Arthur Kornberg, Fisiologia o Medicina, 1959
- Roger Kornberg, Chimica, 2006
- Edwin G. Krebs, Fisiologia o Medicina, 1992
- Michael Kremer, Fisiologia o Medicina, 2019
- Herbert Kroemer, Germania, Fisica, 2000
- Paul Krugman, Economia, 2008
- Robert B. Laughlin, Fisica, 1998
- Paul C. Lauterbur, Fisiologia o Medicina, 2003
- Joshua Lederberg, Fisiologia o Medicina, 1958
- Leon Max Lederman, Fisica, 1998
- David M. Lee, Fisica, 1996
- Robert Lefkowitz, Chimica, 2012
- Anthony J. Leggett, Inghilterra, Fisica, 2003
- Rita Levi-Montalcini, Italia, Fisiologia o Medicina, 1986
- Michael Levitt, Sudafrica, Chimica, 2013
- Edward B. Lewis, Fisiologia o Medicina, 1995
- Robert Lucas, Economia, 1995
- Salvador Luria, Italia, Fisiologia o Medicina, 1969
- Alan G. MacDiarmid, Nuova Zelanda, Chimica, 2000
- John Mather, Fisica, 2006
- Barbara McClintock, Fisiologia o Medicina, 1983
- Rudolph Marcus, Canada, Chimica, 1989
- George C. Marshall, Pace, 1953
- Eric Maskin, Economia, 2007
- Craig Mello, Fisiologia o Medicina, 2006
- Czesław Miłosz, Polonia, Letteratura, 1980
- Paul R. Milgrom, Economia, 2020
- Franco Modigliani, Italia, Economia, 1985
- William Moerner, Chimica, 2014
- Toni Morrison, Letteratura, 1993
- Dale Mortensen, Economia, 2010
- John R. Mott, Pace, 1946
- Ferid Murad, Fisiologia o Medicina, 1998
- Joseph E. Murray, Fisiologia o Medicina, 1990
- Roger Myerson, Economia, 2007
- Shūji Nakamura, Giappone, Fisica, 2014
- Yōichirō Nambu, Giappone, Fisica, 2008
- John Forbes Nash, Economia, 1994
- Daniel Nathans, Fisiologia o Medicina, 1978
- William Nordhaus, Economia, 2018
- Barack Obama, Pace, 2009
- George Andrew Olah, Ungheria, Chimica, 1994
- John O'Keefe*, Fisiologia o Medicina, 2014
- Eugene O'Neill, Letteratura, 1936
- Elinor Ostrom, Economia, 2009
- Marshall Warren Nirenberg, Fisiologia o Medicina, 1968
- Severo Ochoa, Spagna, Fisiologia o Medicina, 1959
- Douglas D. Osheroff, Fisica, 1996
- George E. Palade, Romania, Fisiologia o Medicina, 1974
- Linus C. Pauling, Chimica, 1954 e Pace, 1962
- James Peebles, Fisica, 2019
- Martin L. Perl, Fisica, 1995
- Saul Perlmutter, Fisica, 2011
- Edmund S. Phelps, Economia, 2006
- William D. Phillips, Fisica, 1997
- David Politzer, Fisica, 2004
- Stanley B. Prusiner, Fisiologia o Medicina, 1997
- Norman F. Ramsey, Fisica, 1989
- Frederick Reines, Fisica, 1995
- Robert C. Richardson, Fisica, 1996
- Adam Riess, Fisica, 2011
- Charles M. Rice, Fisiologia o Medicina, 2020
- Martin Rodbell, Fisiologia o Medicina, 1994
- Richard J. Roberts, Regno Unito, Fisiologia o Medicina, 1993
- Paul Romer, Economia, 2018
- Theodore Roosevelt, Pace, 1906
- Elihu Root, Pace, 1912
- Michael Rosbach, Fisiologia o Medicina, 2017
- Alvin E. Roth, Economia, 2012
- James Rothman, Fisiologia o Medicina, 2013
- Francis Peyton Rous, Fisiologia o Medicina, 1966
- Thomas J. Sargent, Economia, 2011
- Andrzej W. Schally, Polonia, Fisiologia o Medicina, 1977
- Gregg L. Semenza, Fisiologia o Medicina, 2019
- Lloyd Stowell Shapley, Economia, 2012
- Dan Shechtman, Israele, Chimica, 2011
- Randy Schekman, Fisiologia o Medicina, 2013
- Thomas C. Schelling, Economia, 2005
- Robert Shiller, Economia, 2013
- Brian Schmidt*, Fisica, 2011
- Myron Scholes, Canada, Economia, 1997
- Theodore Schultz, Economia, 1979
- Melvin Schwartz, Fisica, 1988
- Julian Schwinger, Fisica, 1965
- Glenn Theodore Seaborg, Chimica, 1951
- Gregg L. Semenza, Fisiologia o Medicina, 2019
- Phillip A. Sharp, Fisiologia o Medicina, 1993
- Barry Sharpless, Chimica, 2022
- Clifford G. Shull, Fisica, 1994
- Christopher Sims, Economia, 2011
- Isaac Bashevis Singer, Polonia, Letteratura, 1978
- George Elwood Smith, Fisica, 2009
- George P. Smith, Chimica, 2018
- Hamilton O. Smith, Fisiologia o Medicina, 1978
- Oliver Smithies, Fisiologia o Medicina, 2007
- George Smoot, Fisica, 2006
- George D. Snell, Fisiologia o Medicina, 1980
- Roger W. Sperry, Fisiologia o Medicina, 1981
- John Steinbeck, Letteratura, 1962
- Jack Steinberger, Germania, Fisica, 1988
- Thomas Arthur Steitz, Chimica, 2009
- Horst L. Störmer, Germania, Fisica, 1998
- Thomas Südhof, Germania, Fisiologia o Medicina, 2013
- Earl Wilbur Sutherland, Fisiologia o Medicina, 1971
- Edward Tatum, Fisiologia o Medicina, 1958
- Joseph Hooton Taylor Jr., Fisica, 1993
- Howard Martin Temin, Fisiologia o Medicina, 1975
- Richard Thaler, Economia, 2017
- E. Donnall Thomas, Fisiologia o Medicina, 1990
- Kip S. Thorne, Fisica, 2017
- Susumu Tonegawa, Giappone, Fisiologia o Medicina, 1987
- Roger Y. Tsien, Chimica, 2008
- Daniel Tsui, Cina, Fisica, 1998
- Harold E. Varmus, Fisiologia o Medicina, 1989
- William Vickrey, Canada, Economia, 1996
- George Wald, Fisiologia o Medicina, 1967
- Arieh Warshel, Israele, Chimica, 2013
- James D. Watson, Fisiologia o Medicina, 1962
- Rainer Weiss, Fisica, 2017
- Carl E. Wieman, Fisica, 2001
- Eric F. Wieschaus, Fisiologia o Medicina, 1995
- Elie Wiesel, Romania, Pace, 1986
- Torsten Wiesel, Svezia, Fisiologia o Medicina, 1981
- Eugene Wigner, Ungheria, Fisica, 1963
- Frank Wilczek, Fisica, 2004
- Jody Williams, Pace, 1997
- Oliver Eaton Williamson, Economia, 2009
- Kenneth G. Wilson, Fisica, 1982
- Robert B. Wilson, Economia, 2020
- Woodrow Wilson, Pace, 1919
- David J. Wineland, Fisica, 2012
- M. Stanley Whittingham, Chimica, 2019
- Rosalyn Yalow, Fisiologia o Medicina, 1977
- Michael W. Young, Fisiologia o Medicina, 2017

## Sudafrica
- Sydney Brenner*, Fisiologia o Medicina, 2002
- John Maxwell Coetzee, Letteratura, 2003
- Allan M. Cormack*, Fisiologia o Medicina, 1979
- F.W. de Clerk, Pace, 1993
- Nadine Gordimer, Letteratura, 1991
- Michael Levitt*, Chimica, 2013
- Albert Lutuli, Pace, 1960
- Nelson Mandela, Pace, 1993
- Max Theiler, Fisiologia o Medicina, 1951
- Desmond Tutu, Pace, 1984

## Svezia
- Klas Pontus Arnoldson, Pace, 1908
- Svante Arrhenius, Chimica, 1903
- Sune Bergström, Fisiologia o Medicina, 1982
- Hjalmar Branting, Pace, 1921
- Arvid Carlsson, Fisiologia o Medicina, 2000
- Hans von Euler-Chelpin, Germania, Chimica, 1929
- Ulf von Euler, Fisiologia o Medicina, 1970
- Ragnar Granit, Finlandia, Fisiologia o Medicina, 1967
- Dag Hammarskjöld, Pace, 1961 (postumo)
- Carl Gustaf Verner von Heidenstam, Letteratura, 1916
- Eyvind Johnson, Letteratura, 1974
- Erik Axel Karlfeldt, Letteratura, 1931
- Pär Lagerkvist, Letteratura, 1951
- Selma Lagerlöf, Letteratura, 1909
- Harry Martinson, Letteratura, 1974
- Alva Myrdal, Pace, 1982
- Svante Pääbo, Fisiologia o Medicina, 2022
- Nelly Sachs, Germania, Letteratura, 1966
- Bengt I. Samuelsson, Fisiologia o Medicina, 1982
- Nathan Söderblom, Pace, 1930
- Tomas Tranströmer, Letteratura, 2011
- Torsten Wiesel*, Fisiologia o Medicina, 1981

## Svizzera
- Werner Arber, Fisiologia o Medicina, 1978
- Felix Bloch, Fisica, 1952
- Daniel Bovet*, Fisiologia o Medicina, 1957
- Jacques Dubochet, Chimica, 2017
- Élie Ducommun (dall'Ufficio Internazionale per la Pace), Pace, 1902
- Henry Dunant, Pace, 1901
- Richard R. Ernst, Chimica, 1991
- Edmond H. Fischer, Stati Uniti d'America, 1992
- Charles Albert Gobat (dall'Ufficio Internazionale per al Pace), Pace, 1902
- Charles Edouard Guillaume, Fisica, 1920
- Walter Rudolf Hess, Fisiologia o Medicina, 1949
- Hermann Hesse, Germania, Letteratura, 1946
- Paul Karrer, Chimica, 1937
- Emil Theodor Kocher, Fisiologia o Medicina, 1909
- Georges J.F. Kohler, Germania, Fisiologia o Medicina, 1984
- Michel Mayor, Fisica, 2019
- Karl Alexander Müller, Fisica, 1987
- Paul Hermann Müller, Fisiologia o Medicina, 1948
- Vladimir Prelog, Bosnia-Herzogovina, Chimica, 1975
- Didier Queloz, Fisica, 2019
- Tadeusz Reichstein, Polonia, Fisiologia o Medicina, 1950
- Heinrich Rohrer, Fisica, 1986
- Leopold Ruzicka, Chimica, 1939
- Carl Spitteler, Letteratura, 1919
- Alfred Werner, Chimica, 1913
- Rolf M. Zinkernagel, Fisiologia o Medicina, 1996
- Kurt Wüthrich, Chimica, 2002

## Taiwan
- Yuan T. Lee, Chimica, 1986
- Samuel Chao Chung Ting, Fisica, 1976

## Tanzania
- Abdulrazak Gurnah, Letteratura, 2021

## Timor Est
- Carlos Filipe Ximenes Belo, (allora Timor Portoghese), Pace, 1996
- José Ramos Horta, (allora Timor Portoghese), Pace, 1996

## Trinidad e Tobago
- Vidiadhar Surajprasad Naipaul*, Letteratura, 2001

## Turchia
- Orhan Pamuk, Letteratura, 2006
- Aziz Sancar, Chimica, 2015

## Tunisia
- Quartetto per il dialogo nazionale tunisino, Pace, 2015

## Ucraina
- Shmuel Yosef Agnon*, (allora Austria-Ungheria, ora Ucraina), Letteratura, 1966
- Centro per le libertà civili, Pace, 2022

## Ungheria
- Philipp Lenard*, Fisica, 1905
- Robert Bárány*, Fisiologia o Medicina, 1914
- Richard Adolf Zsigmondy*, Chimica, 1925
- Albert Szent-Györgyi, Fisiologia o Medicina, 1937
- George de Hevesy, Chimica, 1943
- Georg von Békésy*, Fisiologia o Medicina, 1961
- Eugene Wigner*, Fisica, 1963
- Dennis Gabor*, Fisica, 1971
- Daniel Carleton Gajdusek*, Fisiologia o Medicina, 1976
- John Charles Polanyi, Chimica, 1986
- George Andrew Olah*, Chimica, 1994
- John Charles Harsanyi*, Economia, 1994
- Imre Kertész, Letteratura, 2002
- Avram Hershko*, Chimica, 2004

## URSS
- Nikolaj Gennadievič Basov, Fisica, 1964
- Josif Aleksandrovič Brodskij*, Letteratura, 1987
- Ivan Alekseevič Bunin*, Letteratura, 1933
- Pavel Alekseevič Čerenkov, Fisica, 1958
- Il'ja Michajlovič Frank, Fisica, 1958
- Michail Sergeevič Gorbačëv, Pace, 1990
- Leonid Vital'evič Kantorovič, Economia, 1975
- Pëtr Leonidovič Kapica, Fisica, 1978
- Lev Davidovič Landau, Fisica, 1962
- Boris Leonidovič Pasternak, Letteratura, 1958 (costretto a rifiutare)
- Aleksandr Michajlovič Prochorov, Fisica, 1964
- Andrej Dmitrievič Sacharov, Pace, 1975
- Nikolaj Nikolaevič Semënov, Chimica, 1956
- Michail Aleksandrovič Šolochov, Letteratura, 1965
- Aleksandr Isaevič Solženicyn, Letteratura, 1970
- Igor' Evgen'evič Tamm, Fisica, 1958

## Venezuela
- Baruj Benacerraf*, Fisiologia o Medicina, 1980

## Vietnam
- Lê Đức Thọ, Pace, 1973 (rifiutato)

## Yemen
- Tawakkul Karman, Pace, 2011

## Enti internazionali
- Amnesty International, Pace, 1977
- Agenzia internazionale per l'energia atomica, Pace, 2005
- Campagna internazionale per il bando delle mine antiuomo, Pace, 1997
- Comitato internazionale della Croce Rossa, Pace, 1917 e 1963
- Institute of International Law, Pace, 1904
- Organizzazione internazionale del lavoro, Pace, 1969
- International Physicians for the Prevention of Nuclear War, Pace, 1985
- Federazione internazionale delle società di Croce Rossa e Mezzaluna Rossa, Pace, 1963
- Medici senza frontiere, Pace, 1999
- Ufficio internazionale Nansen per i rifugiati, Pace, 1938
- Alto commissariato delle Nazioni Unite per i rifugiati, Pace, 1954 e 1981
- Permanent International Peace Bureau, (ora la Bureau international permanent de la paix), Pace, 1910
- Organizzazione delle Nazioni Unite, Pace, 2001
- Organizzazione per la proibizione delle armi chimiche, Pace, 2013
- Fondo delle Nazioni Unite per l'infanzia, Pace, 1965
- Forze di peace-keeping delle Nazioni Unite, Pace, 1988
- Unione europea, Pace, 2012
- Programma alimentare mondiale, Pace, 2020

## Gli stati più premiati
Nota: Il conteggio per nazioni non è accurato come l'elenco precedente. La lista, inoltre, non prende in considerazione le condivisioni, violando la legge conservativa del premio Nobel: la somma dei premi per anno è costante, solo il numero di premiati varia. Per esempio Glauber (USA), Hall (USA) e Hänsch (Germania) hanno condiviso il premio di fisica del 2005, l'elenco seguente aggiunge semplicemente 2,00 punti agli Stati Uniti e 1,00 punto al conteggio della Germania, invece di aggiungere 0,75 ai primi e 0,25 ai secondi (Hänsch e Hall hanno ognuno 0,25 del premio, a Glauber va lo 0,50).
| N. | Paese                    | Totale (Numero di premi Nobel) |
| -- | ------------------------ | ------------------------------ |
| 1  | Stati Uniti              | 395 (397)                      |
| 2  | Regno Unito              | 135 (136)                      |
| 3  | Germania                 | 111                            |
| 4  | Francia                  | 72 (73)                        |
| 5  | Svezia                   | 33                             |
| 6  | Unione Sovietica/ Russia | 32                             |
| 7  | Giappone                 | 29                             |
| 8  | Svizzera                 | 28                             |
| 9  | Canada                   | 27                             |
| 10 | Austria                  | 23                             |
| 11 | Italia                   | 22                             |
| 12 | Paesi Bassi              | 21                             |
| 13 | Polonia                  | 18 (19)                        |
| 14 | Danimarca                | 14                             |
| 14 | Norvegia                 | 13                             |
| 14 | Ungheria                 | 13                             |
| 17 | Australia                | 12                             |
| 17 | India                    | 12                             |
| 17 | Israele                  | 12                             |
| 20 | Belgio                   | 11                             |
| 20 | Sudafrica                | 11                             |
| 22 | Cina                     | 8                              |
| 22 | Spagna                   | 8                              |
|    | Ucraina                  | 7                              |
| 24 | Rep. Ceca                | 6                              |
| 26 | Argentina                | 5                              |
| 26 | Egitto                   | 5                              |
| 28 | Finlandia                | 4                              |
| 28 | Romania                  | 4                              |
|    | Bielorussia              | 3                              |
| 30 | Lituania                 | 3                              |
| 30 | Messico                  | 3                              |
| 30 | Nuova Zelanda            | 3                              |
| 33 | Algeria                  | 2                              |
| 33 | Bangladesh               | 2                              |
| 33 | Bosnia ed Erzegovina     | 2                              |
| 33 | Cile                     | 2                              |
| 33 | Colombia                 | 2                              |
| 33 | Croazia                  | 2                              |
| 33 | Grecia                   | 2                              |
| 33 | Guatemala                | 2                              |
| 33 | Liberia                  | 2                              |
| 33 | Lussemburgo              | 2                              |
| 33 | Pakistan                 | 2                              |
| 33 | Portogallo               | 2                              |
| 33 | Saint Lucia              | 2                              |
| 33 | Taiwan                   | 2                              |
| 33 | Timor Est                | 2                              |
| 33 | Turchia                  | 2                              |
| 50 | Azerbaigian              | 1                              |
| 50 | Brasile                  | 1                              |
| 50 | Birmania                 | 1                              |
| 50 | Bulgaria                 | 1                              |
| 50 | Cipro                    | 1                              |
| 50 | RD del Congo             | 1                              |
| 50 | Corea del Sud            | 1                              |
| 50 | Costa Rica               | 1                              |
| 50 | Etiopia                  | 1                              |
| 50 | Ghana                    | 1                              |
| 50 | Hong Kong                | 1                              |
| 50 | Iraq                     | 1                              |
| 50 | Iran                     | 1                              |
| 50 | Kenya                    | 1                              |
| 50 | Lettonia                 | 1                              |
| 50 | Libano                   | 1                              |
| 50 | Macedonia del Nord       | 1                              |
| 50 | Marocco                  | 1                              |
| 50 | Nigeria                  | 1                              |
| 50 | Palestina                | 1                              |
| 50 | Perù                     | 1                              |
| 50 | Slovenia                 | 1                              |
| 50 | Tibet                    | 1                              |
| 50 | Trinidad e Tobago        | 1                              |
| 50 | Tunisia                  | 1                              |
| 50 | Venezuela                | 1                              |
| 50 | Vietnam                  | 1                              |
| 50 | Yemen                    | 1                              |